# Gommecourt (Yvelines)
Gommecourt è un comune francese di 660 abitanti situato nel dipartimento degli Yvelines nella regione dell'Île-de-France.

## Società

### Evoluzione demografica
Abitanti censiti